# Mario Resca
Mario Resca (Ferrara, 21 dicembre 1945) è un dirigente d'azienda e dirigente pubblico italiano.

## Biografia
Resca è laureato in Economia e Commercio all'Università Bocconi di Milano.
Resca ha nel corso degli anni unito il ruolo di amministratore in Eni, Mondadori, Rizzoli, Gianni Versace, L'Oréal a quello di specialista di turn-around aziendali.
Nel 1974 è nominato direttore della Biondi Finanziaria (gruppo Fiat) e dal 1976 al '91 è partner di Egon Zehnder.
Dal 1995 al 2007 è stato presidente e amministratore delegato di McDonald's Italia.
Nel 2002 è stato nominato cavaliere del lavoro e dal maggio di quell'anno viene nominato consigliere indipendente dell'Eni.
È presidente di Confimprese, presidente di Italia Zuccheri, membro del consiglio di amministrazione del Gruppo Mondadori. È stato presidente di Finance Leasing e di Arfin, membro dell'advisory board of British Telecom Italia, senior advisor di Oaktree Private Equity Fund e presidente del Casinò Municipale di Campione d'Italia.
Ha ricoperto inoltre altri incarichi di rilievo, tra cui: commissario straordinario del gruppo Cirio-Del Monte; presidente della American Chamber of Commerce in Italy; membro di Aspen Italia; presidente di Kenwood Electronics; membro del consiglio di amministrazione di L'Oréal, Gianni Versace SpA, Rizzoli RCS, membro del consiglio di amministrazione dell'Eni.
Dal dicembre 2019 è presidente della Fondazione Teatro Comunale Abbado di Ferrara, restando in carica fino al 18 gennaio 2021.

## Nomina al Ministero dei Beni Culturali
Nel 2008 è nominato consigliere per le politiche museali del Ministro per i beni e le attività culturali Sandro Bondi del governo Berlusconi IV.
Con la riorganizzazione degli uffici del ministero nel 2009, Resca è nominato Direttore generale per la valorizzazione del patrimonio culturale presso il Ministero per i beni e le attività culturali.
Il 18 novembre 2009 il Consiglio superiore dei beni culturali ha bocciato all'unanimità il decreto di riforma del ministero. Secondo il presidente del consiglio superiore, Salvatore Settis, «dirigere una fabbrica importante o i musei italiani non è la stessa cosa». La nuova direzione creerebbe inoltre conflitti di competenze, in quanto tra i compiti della nuova direzione, oltre alla valorizzazione della rete museale, vi sono importanti compiti di tutela dei beni culturali, finora di stretta competenza dei dirigenti. Il dissidio si è concluso con le dimissioni di Salvatore Settis nel febbraio 2009.
La nomina di Resca ha inoltre attirato numerose critiche di addetti al lavoro per il background aziendalistico di Resca e la mancanza di competenze culturali.
Francesco Rutelli, ex ministro della cultura, ha definito Resca una "persona sommamente incompetente per gestire il patrimonio artistico italiano", sottolineando come "L'idea che il patrimonio culturale è una ricchezza e può produrre quattrini è artificiale. Il patrimonio non è petrolio, non deve essere estratto ma valorizzato". 
Manuela Ghizzoni (PD) ha commentato: "Cosa c'entrano gli hamburger con lo straordinario patrimonio culturale italiano?". 
Vincenzo Cerami, ministro ombra del PD per i Beni culturali, ha sottolineato la necessità di procedere per selezione internazionale, se non per concorso, ad una nomina di tale portata.
L'associazione Bianchi Bandinelli, che ha raccolto settemila firme contrarie alla riforma del ministero portata avanti da Sandro Bondi, ha criticato Resca altrettanto aspramente.
La polemica ebbe seguito anche all'estero, con articoli del New York Times e del Daily Telegraph, al quale Resca ha dichiarato "resti romani come Ercolano, Pompei e il Foro Romano sarebbero una scenario spettacolare per il lancio di nuovi prodotti"
Resca ha risposto alle critiche dichiarando: "Ammetto di non essere un esperto nel campo artistico però posso portare l'esperienza dell'organizzazione di aziende in difficoltà ... Devo attirare turismo culturale, lavorare sull'immagine, fare marketing. Dalla risorsa dei beni culturali bisogna generare ricavi".
La retribuzione di Resca come direttore generale del ministero è stata di 166.745,52 euro all'anno 
Resca ha rivestito il ruolo di direttore generale sino al 2012 quando è stato sostituito da Anna Maria Buzzi.

## Commissario dell'Accademia di Brera
Nel 2010 Resca è nominato commissario straordinario per la "Grande Brera", con il compito di trasferire l'Accademia milanese nella caserma di via Mascheroni e organizzare il polo museale. L'incarico fortemente criticato per la retribuzione garantita come Commissario  è terminato nel 2012 in occasione della scadenza del contratto come Direttore Generale del MiBAC.